# Wola Różaniecka
Wola Różaniecka – wieś w Polsce położona w województwie lubelskim, w powiecie biłgorajskim, w gminie Tarnogród.
Wieś jest sołectwem w gminie Tarnogród. Według Narodowego Spisu Powszechnego z roku 2011 wieś liczyła 757 mieszkańców i była drugą co do liczby ludności miejscowością gminy.
W kopalni w Woli Różanieckiej eksploatowane są złoża gazu ziemnego, głównie dla potrzeb gminy Tarnogród.
We wsi znajduje się murowany kościół Matki Boskiej Szkaplerznej, kościół filialny parafii Przemienienia Pańskiego w Tarnogrodzie (dekanat Tarnogród).

## Części wsi
| SIMC    | Nazwa              | Rodzaj    |
| ------- | ------------------ | --------- |
| 0901418 | Kolonia Różaniecka | część wsi |
| 0901424 | Koniec             | część wsi |
| 0901430 | Zagrody            | część wsi |

## Historia
Wieś powstała na początku XVIII wieku na terenie Różańca. W latach 1723–1733 Różaniec był zastawiony z powodu zadłużenia Adamowi Chądzyńskiemu, który dzierżawił także Wolę Różaniecką. W latach 1815–1918 tereny te podczas zaborów należały do Królestwa Polskiego w guberni lubelskiej. W 1866 roku została utworzona gmina Wola Różaniecka obejmująca tereny obecnej gminy Tarnogród. W 1921 roku we wsi było 148 domów, w których zamieszkiwało 888 mieszkańców (w tym 12 Ukraińców). W październiku 1942 roku Niemcy rozstrzelali 6 osób z Zamchu.
W 1954 roku gmina została zniesiona, a na jej miejsce we wsi powstała gromada Wola Różaniecka, która istniała do 1972 roku. W 1973 roku gromady zostały połączone z Tarnogrodem w gminę Tarnogród.

## Osoby związane z miejscowością
- Antoni Gałka (Poseł na Sejm II RP)[11]